# 鋳物コンロ
鋳物コンロ（いものコンロ）は、ガスを熱源とする鋳物製で大型の一口コンロ。

## 構造と特徴
バーナー部のリングには二重のものや三重のものなどがある（火口となる円孔の輪の数によって、一重、二重、三重、四重のものがある）。通常は点火すると円形に並んだ火口から真上に炎が出るが、点火すると中央部に向かって炎が出るように羽根と呼ばれる部品を取り付けて調整してあるものもある。
都市ガス用とプロパンガス用があり兼用できるものもある。本体のホースエンドにガス管のホースを接続して用いる。
火力が強いのが特徴。また、比較的シンプルな構造で堅牢で安価なことから一般飲食店等で多く使用されている。